# San Miguel, Chilpancingo de los Bravo
San Miguel är en ort i Mexiko.   Den ligger i kommunen Chilpancingo de los Bravo och delstaten Guerrero, i den södra delen av landet, 250 km söder om huvudstaden Mexico City. San Miguel ligger 747 meter över havet och antalet invånare är 294.
Terrängen runt San Miguel är varierad. San Miguel ligger nere i en dal som går i öst-västlig riktning. Runt San Miguel är det tätbefolkat, med 397 invånare per kvadratkilometer. Närmaste större samhälle är Xaltianguis, 19,8 km sydost om San Miguel. I omgivningarna runt San Miguel växer huvudsakligen savannskog.